# Parc Raspail
Pour les articles homonymes, voir Raspail.
Le parc Raspail (en néerlandais : Raspailpark) est situé entre la chaussée de Stalle et la rue Victor Gambier au sud de Bruxelles. Il s’agit du seul parc public dont dispose ce quartier central d’Uccle.